# Miltonia regnellii
Miltonia regnellii är en orkidéart som beskrevs av Heinrich Gustav Reichenbach. Miltonia regnellii ingår i släktet Miltonia och familjen orkidéer. Inga underarter finns listade i Catalogue of Life.

## Bildgalleri

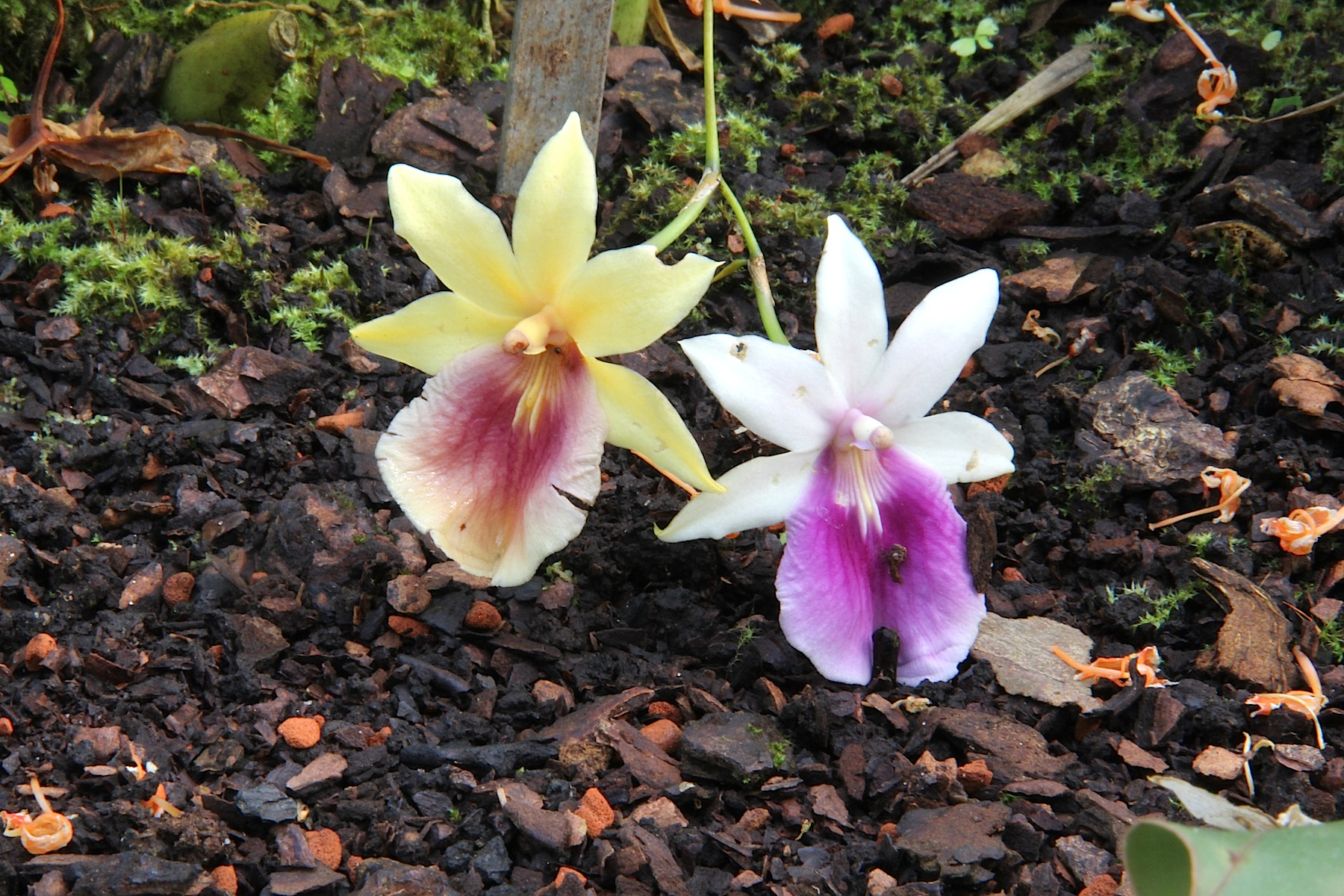
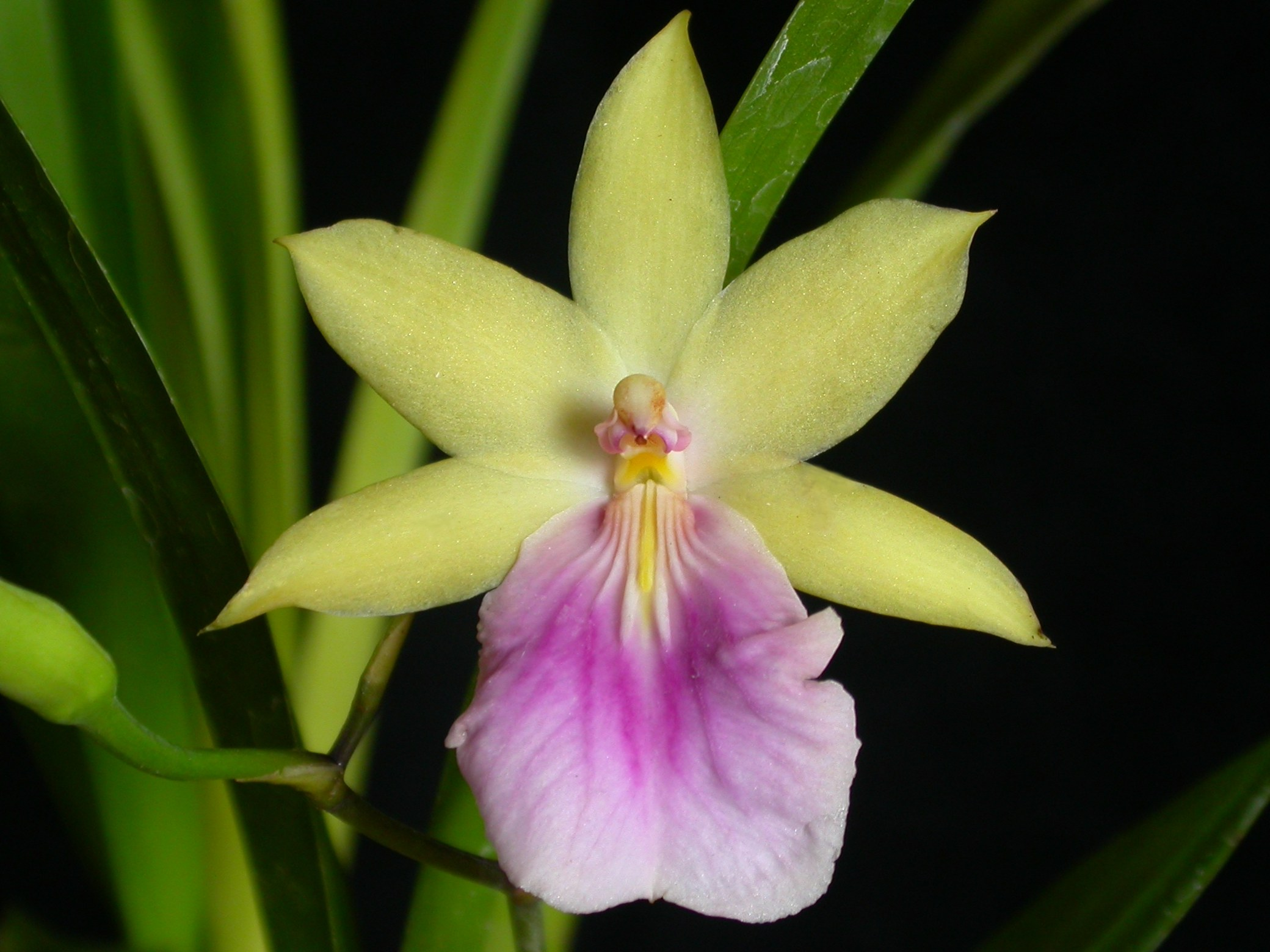
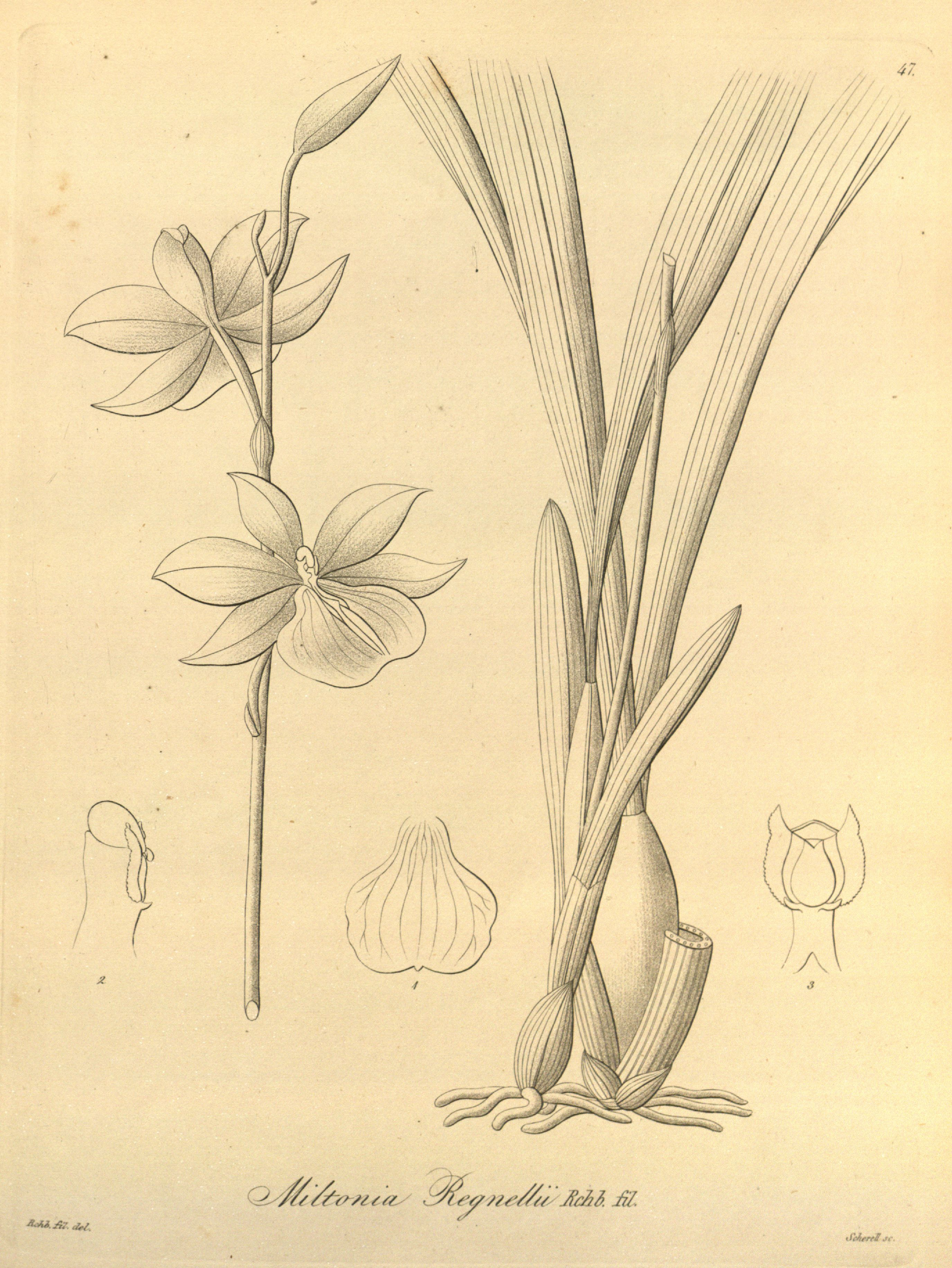
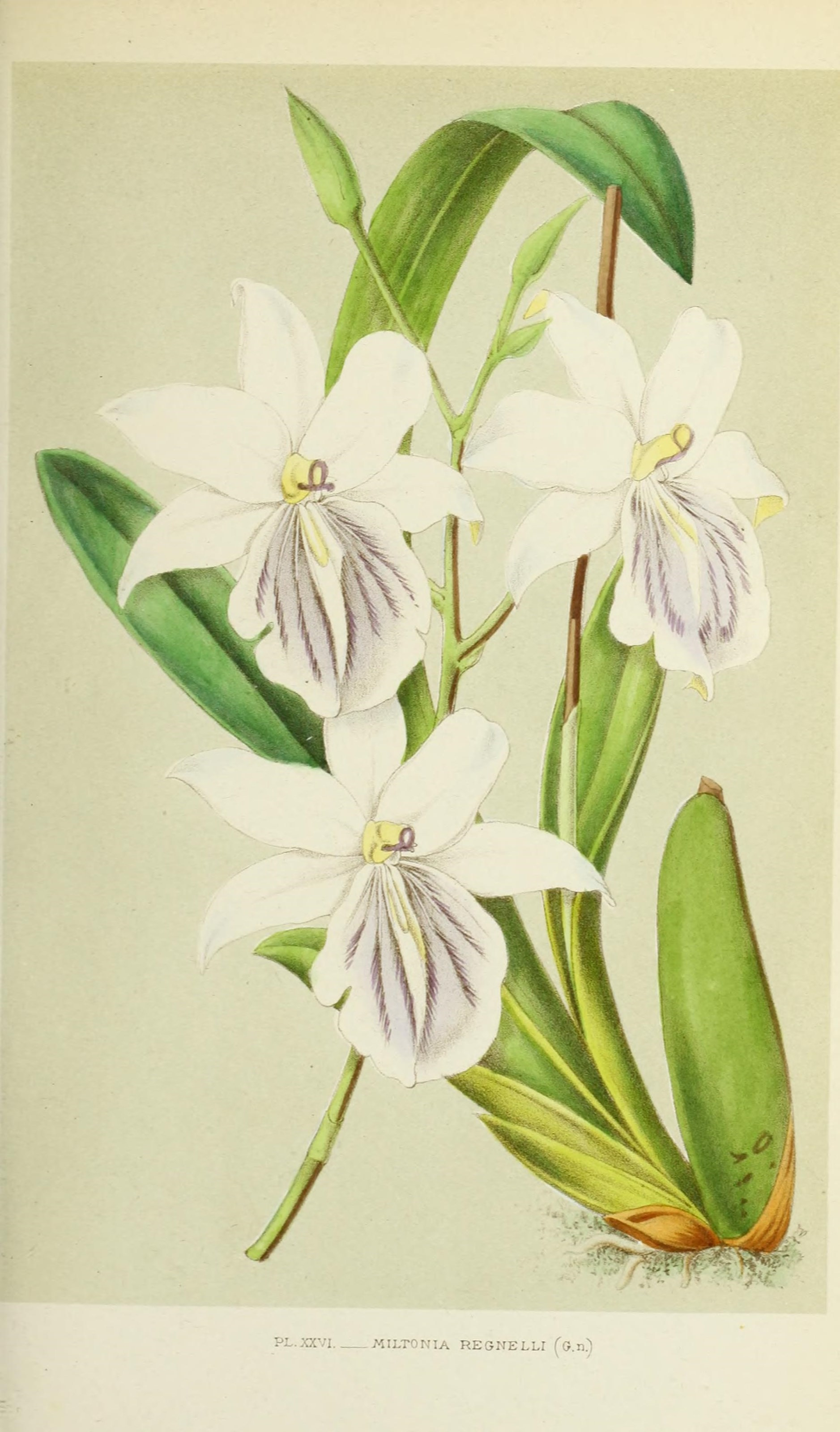
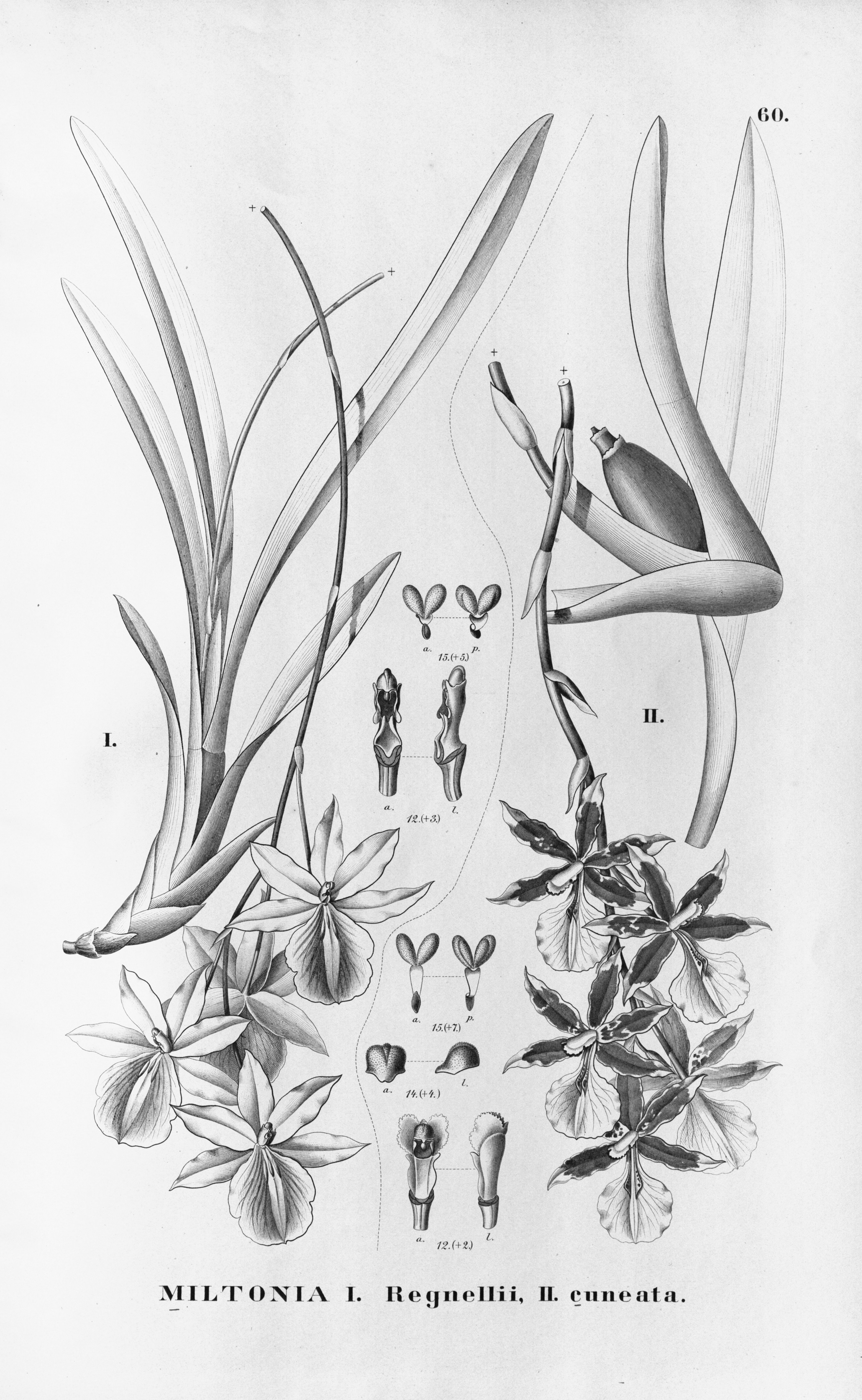